# Брунталь (Чехія)
Брунталь (чеськ. Bruntál, нім. Freudenthal in Schlesien) — місто в Чехії в Мораво-Сілезькому краї, адміністративний центр однойменного району.

## Географія і клімат
Брунталь знаходиться на північно-східній околиці Чехії, близько від кордону з Польщею та Словаччиною, за 55 км від м. Оломоуц. Середня висота — близько 210 м над рівнем моря.
Місцевий клімат помірний, з теплим літом і холодною вологою зимою. Через східне розташування міста континентальний клімат трохи різкіший, ніж в іншій частині країни. Середньорічна температура: 8,6 °C (січня — −2.4 °C, липня — 17,8 °C), середньорічна кількість опадів — близько 700 мм.
| Клімат Брунталя          | Клімат Брунталя | Клімат Брунталя | Клімат Брунталя | Клімат Брунталя | Клімат Брунталя | Клімат Брунталя | Клімат Брунталя | Клімат Брунталя | Клімат Брунталя | Клімат Брунталя | Клімат Брунталя | Клімат Брунталя | Клімат Брунталя |
| Показник                 | Січ.            | Лют.            | Бер.            | Квіт.           | Трав.           | Черв.           | Лип.            | Серп.           | Вер.            | Жовт.           | Лист.           | Груд.           | Рік             |
| Середній максимум, °C    | 0,4             | 2,8             | 7,7             | 13,5            | 18,9            | 21,9            | 23,6            | 23,4            | 19,4            | 14,0            | 6,7             | 2,0             | 12,9            |
| Середній мінімум, °C     | −5,6            | −4,1            | −0,8            | 3,0             | 7,3             | 10,6            | 11,9            | 11,6            | 8,7             | 4,7             | 0,9             | −3,2            | 3,8             |
| Норма опадів, мм         | 27              | 30              | 34              | 52              | 91              | 104             | 91              | 92              | 59              | 42              | 45              | 34              | 701             |
| ------------------------ | --------------- | --------------- | --------------- | --------------- | --------------- | --------------- | --------------- | --------------- | --------------- | --------------- | --------------- | --------------- | --------------- |
| Джерело: Погода і клімат |                 |                 |                 |                 |                 |                 |                 |                 |                 |                 |                 |                 |                 |

## Історія
Вперше місто згадується в хартії, виданій богемським королем Пржемислом Оттокаром I у 1223 році. Там сказано, що Брунталь був першим чеським містом, у якому за десять років до видання хартії було введено Магдебурзьке право. Зростання міста у Середньовіччі був пов'язаний з тим, що в його околицях проводився видобуток дорогоцінних металів.
Спочатку Брунталь входив в Моравську марку, проте в кінці XIII — початку XIV століть перейшов під контроль Опавського князівства. Під час Тридцятилітньої війни імператор Фердинанд II конфіскував місто у його колишніх власників за підтримку супротивної сторони, і передав його своєму братові Карлу Австрійському, який був великим магістром Тевтонського ордену. З 1625 року в місті було засновано лейтенантство Ордена.
Після Першої світової війни в результаті розпаду Австро-Угорщини місто опинилося в складі Чехословаччини. У 1960 році Брунталь став адміністративним центром однойменного району.

## Населення
| Рік         | 1869  | 1880  | 1890  | 1900  | 1910  | 1921  | 1930  | 1950  | 1961  | 1970  | 1980   | 1991   | 2001   | 2012   |
| ----------- | ----- | ----- | ----- | ----- | ----- | ----- | ----- | ----- | ----- | ----- | ------ | ------ | ------ | ------ |
| Чисельність | 6 243 | 7 895 | 8 117 | 8 060 | 8 443 | 8 597 | 9 905 | 7 623 | 8 239 | 9 686 | 14 029 | 16 800 | 17 627 | 16 992 |

## Міста-побратими
| Міста-побратими | Міста-побратими | Міста-побратими | Міста-побратими   | Міста-побратими |
| Міста           | Країна          | Країна          | Початок співпраці |                 |
| --------------- | --------------- | --------------- | ----------------- | --------------- |
| Бюдінґен        | Німеччина       | Німеччина       | 1999              |                 |
| Кастелларано    | Італія          | Італія          | 2002              |                 |
| Ґміна Ґашовіце  | Польща          | Польща          | 1992              |                 |
| Ополє           | Польща          | Польща          | 1992              |                 |
| Плунґе          | Литва           | Литва           | 2005              |                 |
| Штурово         | Словаччина      | Словаччина      | 2002              |                 |

## Уродженці
- Рената Богданська (1917-2010) — українсько-польська співачка, артистка, капітан Війська Польського
- Павєл Матела (* 1975) — сучасний чеський фотограф, викладач фотографії, художник.
- Петра Чубонова (* 1982) — чеська фотомодель.

## Світлини

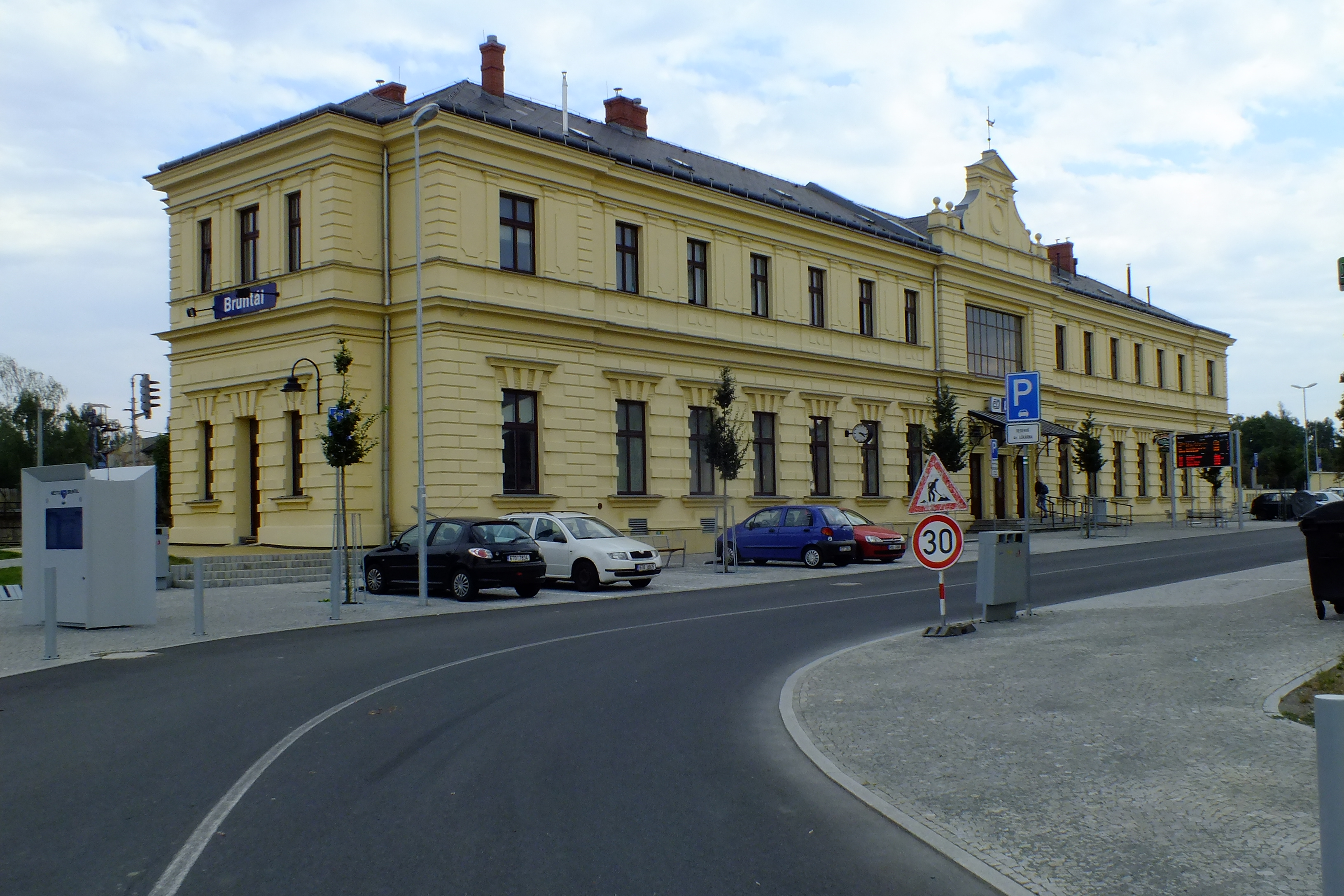
Залізничний вокзал з вулиці
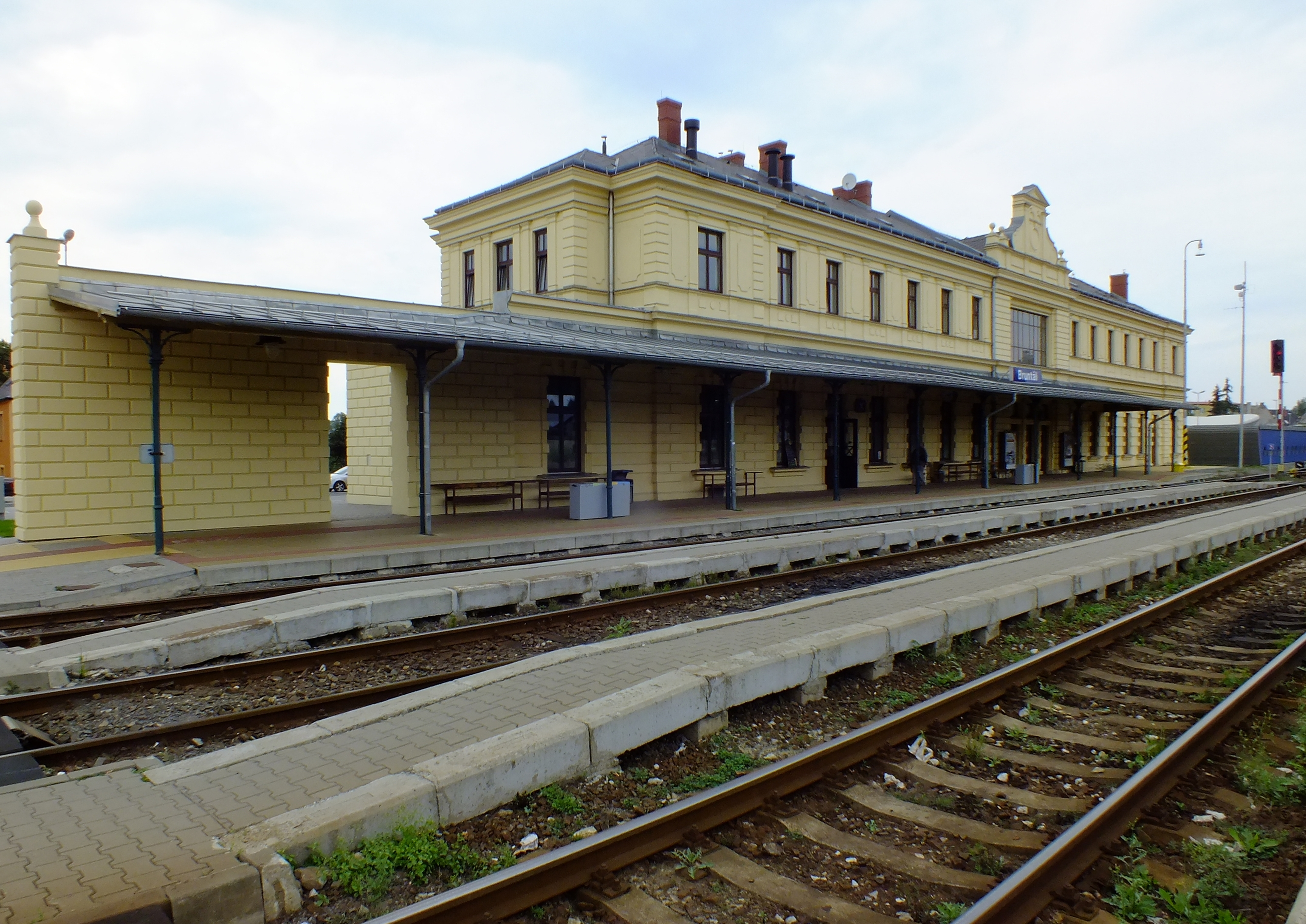
Залізничний вокзал
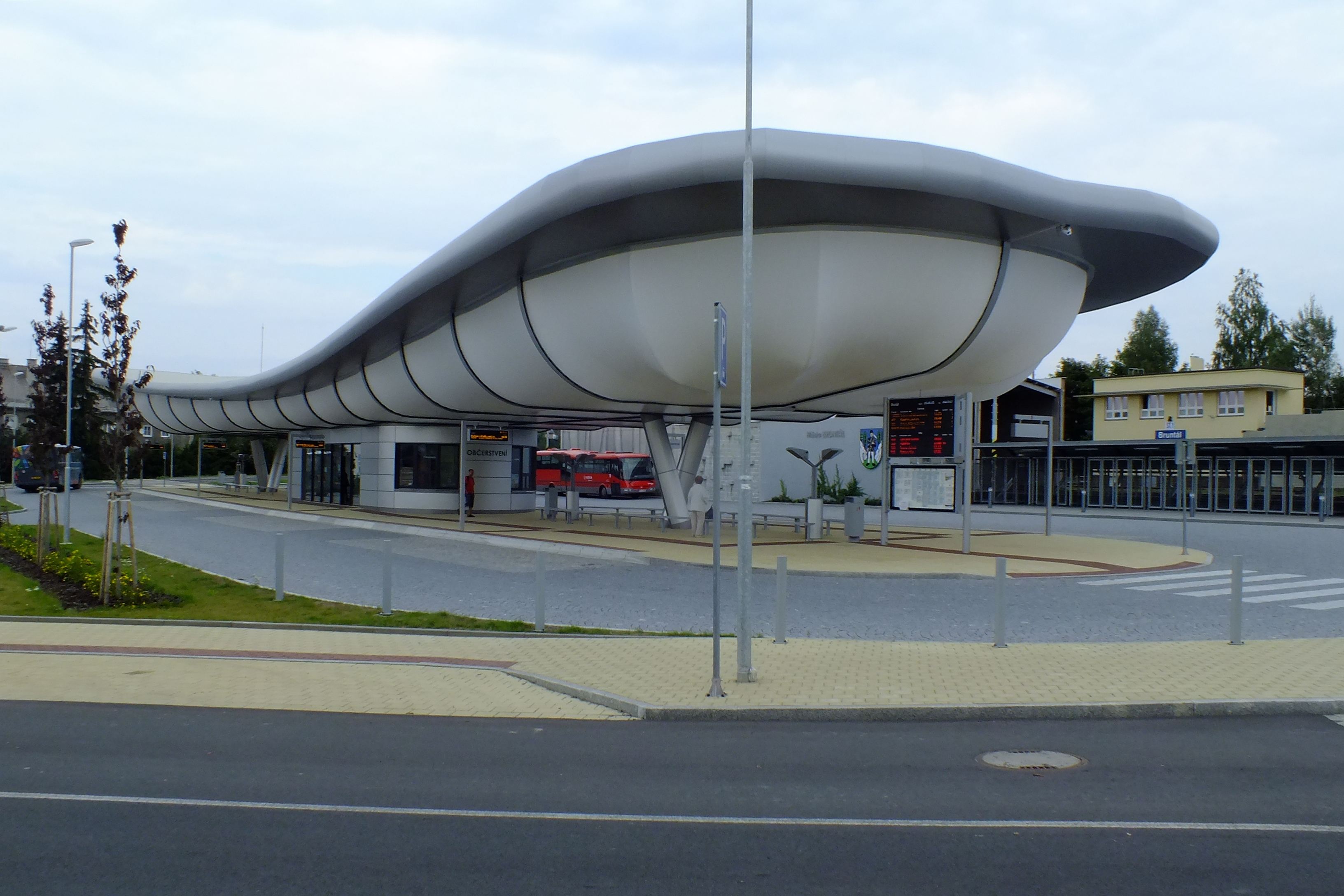
Автовокзал
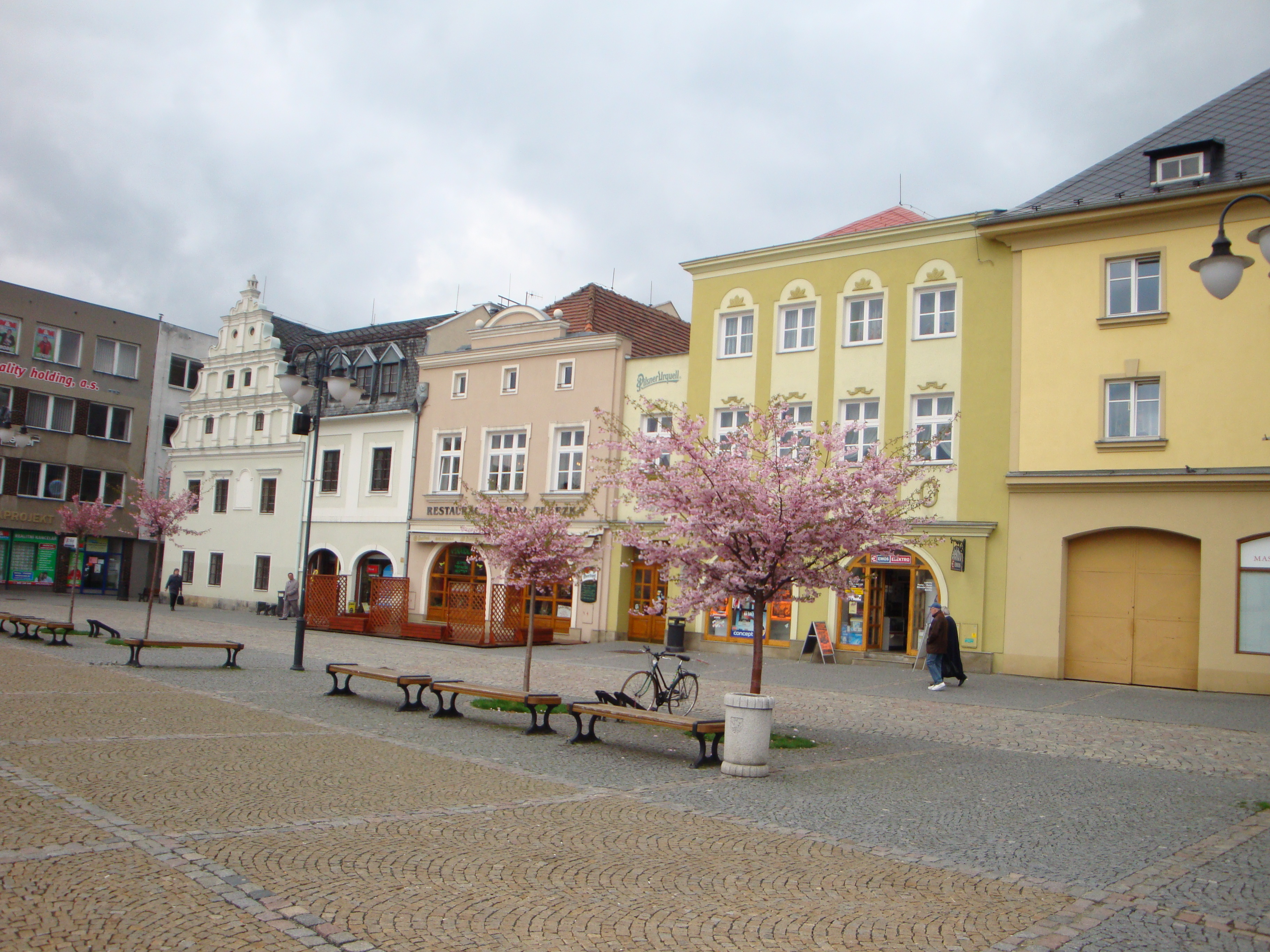
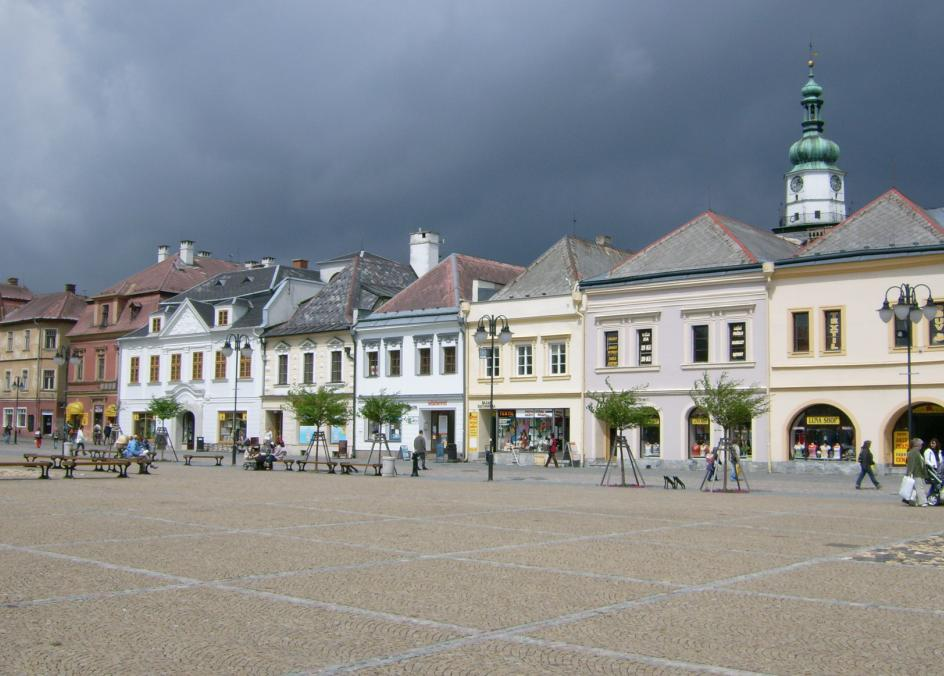
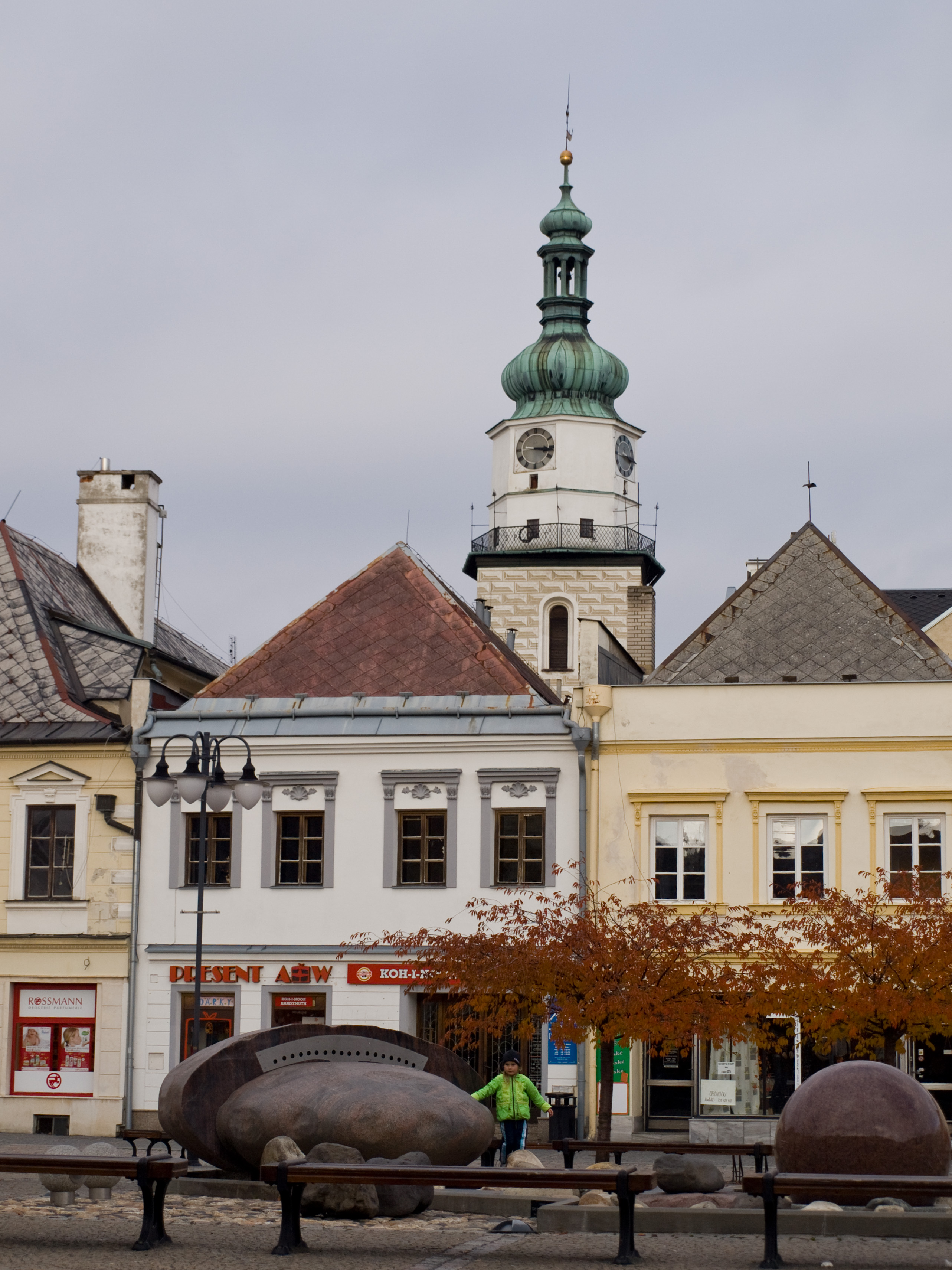
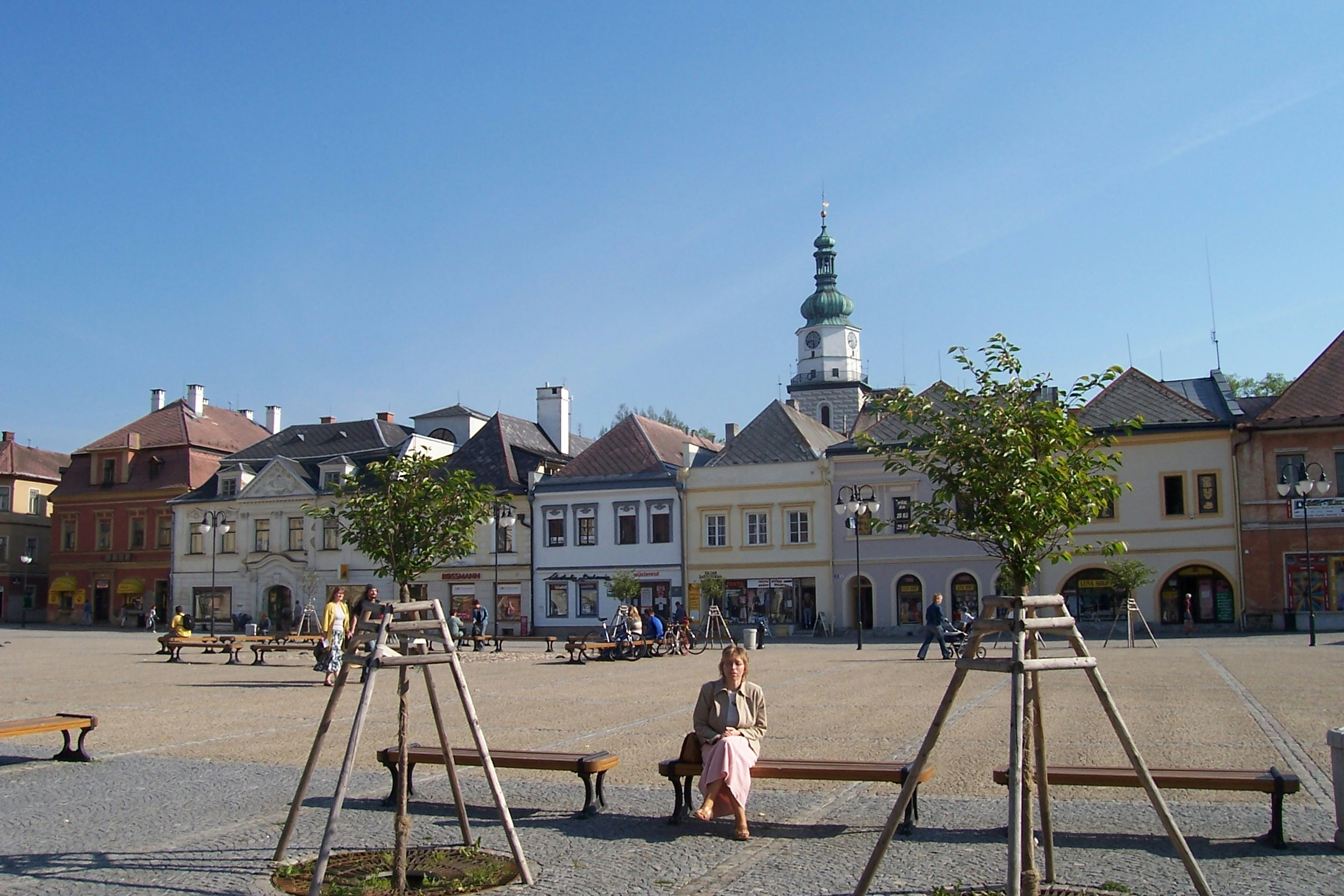